# Round Top (Texas)
Round Top es un pueblo ubicado en el condado de Fayette en el estado estadounidense de Texas. En el Censo de 2010 tenía una población de 90 habitantes y una densidad poblacional de 36,42 personas por km².

## Geografía
Round Top se encuentra ubicado en las coordenadas 30°3′50″N 96°41′45″O / 30.06389, -96.69583. Según la Oficina del Censo de los Estados Unidos, Round Top tiene una superficie total de 2.47 km², de la cual 2.47 km² corresponden a tierra firme y (0%) 0 km² es agua.

## Demografía
Según el censo de 2010, había 90 personas residiendo en Round Top. La densidad de población era de 36,42 hab./km². De los 90 habitantes, Round Top estaba compuesto por el 100% blancos, el 0% eran afroamericanos, el 0% eran amerindios, el 0% eran asiáticos, el 0% eran isleños del Pacífico, el 0% eran de otras razas y el 0% pertenecían a dos o más razas. Del total de la población el 1.11% eran hispanos o latinos de cualquier raza.